# Amanda Ilestedt
Amanda Ilestedt (* 17. Januar 1993 in Sölvesborg, Blekinge län) ist eine schwedische Fußballspielerin. Sie ist seit 2013 A-Nationalspielerin und steht seit August 2025 bei Eintracht Frankfurt unter Vertrag.

## Karriere

### Vereine

#### Jugend
Ilestedt begann in ihrem Geburtsort beim ansässigen Sölvesborgs GIF mit dem Fußballspielen und rückte 2006 in dessen erste Mannschaft auf. Nach nur einer Spielzeit verpflichtete sie 2007 der Karlskrona FF, für den sie ebenfalls nur eine Spielzeit absolvierte.

#### FC Rosengård und Leihe zu Vittsjö GIK
2009 folgte der Wechsel zu LdB FC Malmö, für dessen B-Mannschaft sie zunächst spielte. 2010 bestritt sie dann schon zehn Punktspiele für die Profimannschaft und hatte somit Anteil am Gewinn der Meisterschaft – ihrer ersten. Eine Spielzeit später, im August 2011, verließ sie LdB FC Malmö und wechselte auf Leihbasis zum Zweitligisten Vittsjö GIK, für den sie am 6. August ihr einziges Punktspiel – gegen Eskilstuna United – bestritt. In der Spielzeit 2014 erreichte sie mit dem nun als FC Rosengård firmienden Team das Viertelfinale der UEFA Women’s Champions League 2014/15, in dem sie auf Titelverteidiger VfL Wolfsburg traf. Nach dem 1:1 in Wolfsburg und dem 3:3 im Rückspiel schied sie mit ihrer Mannschaft aufgrund der Auswärtstorregel aus dem Wettbewerb aus. Ilestedt war in allen sechs Spielen jeweils über neunzig Minuten zum Einsatz gekommen. Anfang Juni 2017 bat sie um Auflösung ihres acht Jahre währenden Vertrages beim FC Rosengård.

#### Turbine Potsdam
Am 2. Juni 2017 wechselte sie zum Bundesligisten 1. FFC Turbine Potsdam, bei dem sie einen bis zum 30. Juni 2019 gültigen Vertrag unterschrieb.

#### FC Bayern München
Zur Saison 2019/20 wurde sie vom FC Bayern München verpflichtet, bei dem sie einen bis zum 30. Juni 2021 gültigen Vertrag unterzeichnete. Ihr Pflichtspieldebüt für den FC Bayern München gab sie am 17. August 2019 (erster Spieltag) beim 3:1-Sieg im Auswärtsspiel gegen den SC Freiburg, gegen den sie auch am 6. Dezember 2019 (zwölfter Spieltag) beim 2:0-Sieg im Heimspiel ihr erstes Bundesligator – den Treffer zum Endstand in der 81. Minute – erzielte. 2021 gewann sie mit den Münchnerinnen die Deutsche Meisterschaft.

#### Paris Saint-Germain
Am 12. Juli 2021 wurde ihr Wechsel zu Paris Saint-Germain perfekt. In der UEFA Women’s Champions League 2021/22 wurde sie in fünf der sechs Gruppenspiele eingesetzt und erzielte ein Tor. Als Gruppensieger qualifizierte sich PSG für das Viertelfinale, in dem die Mannschaft im März 2022 auf ihre vorherige Mannschaft Bayern München traf.

#### Arsenal FC
Zur Saison 2023/24 wurde sie vom englischen Erstligisten Arsenal Women FC verpflichtet, der sie mit einem bis zum 30. Juni 2025 datierten Vertrag ausgestattet hat. Am 8. Mai 2025 gab Arsenal bekannt, dass sie den Verein nach Ablauf ihres Vertrages verlassen wird.

#### Eintracht Frankfurt
Am 1. August 2025 wurde ihr Wechsel zu Eintracht Frankfurt zur Saison 2025/26 bekannt. Sie unterschrieb einen Vertrag bis 2028.

### Nationalmannschaft
Ab 2009 nahm sie mit der U17-Nationalmannschaft an der Qualifikation für die Europameisterschaft 2010 teil, scheiterte aber mit ihr in der zweiten Runde an der U17-Nationalmannschaft Irlands.
2012 gewann sie mit der U19-Nationalmannschaft, deren Spielführerin sie war, die Europameisterschaft 2012 und damit den zweiten Titel für eine schwedische Auswahl nach 1999. Am 4. Juli 2013 kam sie beim 4:1-Sieg im EM-Vorbereitungsspiel gegen die Nationalmannschaft Englands zu ihrem ersten Einsatz in der A-Nationalmannschaft. Sie gehörte weiterhin dem Kader für die EM 2013 an, kam jedoch nicht zum Einsatz. Im Mai 2015 wurde sie für die WM 2015 nominiert. Sie wurde in allen vier Spielen eingesetzt, schied jedoch mit ihrer Mannschaft im Achtelfinale gegen die Nationalmannschaft Deutschlands aus dem Turnier aus. Für das olympische Fußballturnier 2016, bei der ihre Nationalmannschaft die Silbermedaille gewann, wurde sie nicht nominiert. Auch die Europameisterschaft 2017 fand ohne sie statt. 2018 bestritt sie vier Länderspiele, davon zwei im Turnier um den Algarve-Cup, aber kein Spiel der Qualifikation für die WM 2019. In den ersten sechs Spielen 2019 wurde sie dagegen immer eingesetzt.
Am 16. Mai wurde sie auch für die WM nominiert. Im Turnier wurde sie in drei von sieben Spielen eingesetzt. Ihren einzigen Einsatz über neunzig Minuten hatte sie im Gruppenfinale gegen die US-amerikanische Nationalmannschaft, das mit 0:2 verloren wurde. Als Gruppenzweite erreichten sie die K.-o.-Runde, in der sie im Viertelfinale gegen die deutsche Mannschaft in der 66. Minute eingewechselt wurde. Die Schwedinnen gewannen nach 24 Jahren wieder ein Pflichtspiel gegen Deutschland und qualifizierten sich damit für das olympische Fußballturnier 2020. Ihren dritten Einsatz hatte sie im Spiel um Platz 3 gegen die Nationalmannschaft Englands, das mit 2:1 gewonnen wurde, in dem sie nach 72 Minuten eingewechselt wurde.
In der erfolgreichen Qualifikation für die EM 2022 wurde sie fünfmal eingesetzt, wobei sie zwei Tore erzielte.
Für das vom 21. Juli bis 7. August 2021 in Japan stattfindende olympische Fußballturnier wurde sie für den Nationalmannschaftskader nominiert. Bei den Spielen wurde sie in allen Spielen ihrer Mannschaft eingesetzt, dabei je einmal ein- und ausgewechselt. Am Ende sprang für die Schwedinnen wie 2016 die Silbermedaille heraus, da im finalen Elfmeterschießen vier Schwedinnen ihren Elfmeter nicht verwandeln konnten.
Für die erfolgreiche Qualifikation für die WM 2023 wurde sie immer nominiert und sechsmal eingesetzt, wobei sie immer über die volle Zeit spielte und zwei Tore erzielte. Bei der EM-Endrunde in England, die wegen der COVID-19-Pandemie auch um ein Jahr verschoben wurde, wurde sie in den fünf Spielen ihrer Mannschaft eingesetzt. Mit einer 0:4-Niederlage gegen Gastgeber England schieden die Schwedinnen im Halbfinale aus.
Sie wurde für die WM-Endrunde 2023 nominiert, kam in jedem der sieben Spiele ihres Teams zum Einsatz und verlor mit ihrer Mannschaft im Halbfinale gegen die Spanierinnen. Beim 2:0-Sieg im Spiel um Platz 3 über die Nationalmannschaft Australiens gewann sie die Bronzemedaille. Sie erzielte 4 Tore während des Turniers und war damit fünftbeste Torschützin des Turniers und beste Torschützin ihrer Mannschaft. Sie wurde als einzige Spielerin dreimal als Spielerin des Spiels ausgezeichnet.
Im ersten Spiel der UEFA Women’s Nations League 2023/24 gegen Spanien erhielt sie beim Stand von 2:2 in der vierten Minute der Nachspielzeit die Rote Karte. Zwei Minuten später konnten die Spanierinnen per Strafstoß den Siegtreffer erzielen. Nach einem Spiel Sperre kam sie noch zu drei weiteren Einsätzen in der Nations League, danach aufgrund einer Schwangerschaftspause erst wieder im April 2025 in zwei Spielen der UEFA Women’s Nations League 2025.
Am 11. Juni 2025 wurde sie für die EM-Endrunde nominiert. Sie kam nur im zweiten Gruppenspiel ihrer Mannschaft zum Einsatz, das mit 3:0 gegen EM-Neuling Polen gewonnen wurde und schied mit ihr nach einem verlorenen Elfmeterschießen gegen Titelverteidiger England aus.

## Privatleben
Im August 2024 gab sie die Geburt ihrer Tochter Mila bekannt.

## Erfolge
Nationalmannschaft
- Dritter Weltmeisterschaft 2019, 2023
- Olympische Silbermedaille 2020
- Algarve-Cup-Sieger 2018 (gemeinsam mit den Niederlanden)[19]
- U19-Europameister 2012

Vereine 
- Schwedischer Meister 2010, 2011, 2013, 2014 und 2015
- Schwedischer Pokalsieger 2016
- Schwedischer Supercupsieger 2011, 2012, 2015 und 2016
- Deutscher Meister 2021
- Französischer Pokalsieger 2022
- Champions-League-Sieger 2025 (ohne Einsatz)

## Sonstiges
Ilestedt entstammt einer Sportfamilie; ihr Cousin Oliver Ekman-Larsson spielt Eishockey in der National Hockey League (NHL) und ihr Uronkel, der Bruder ihres Großvaters, war der zweimalige Eishockey-Olympiateilnehmer Sven Tumba.